# Liparetrus cribripennis
Liparetrus cribripennis är en skalbaggsart som beskrevs av Lea 1924. Liparetrus cribripennis ingår i släktet Liparetrus och familjen Melolonthidae. Inga underarter finns listade i Catalogue of Life.